# 하이패스

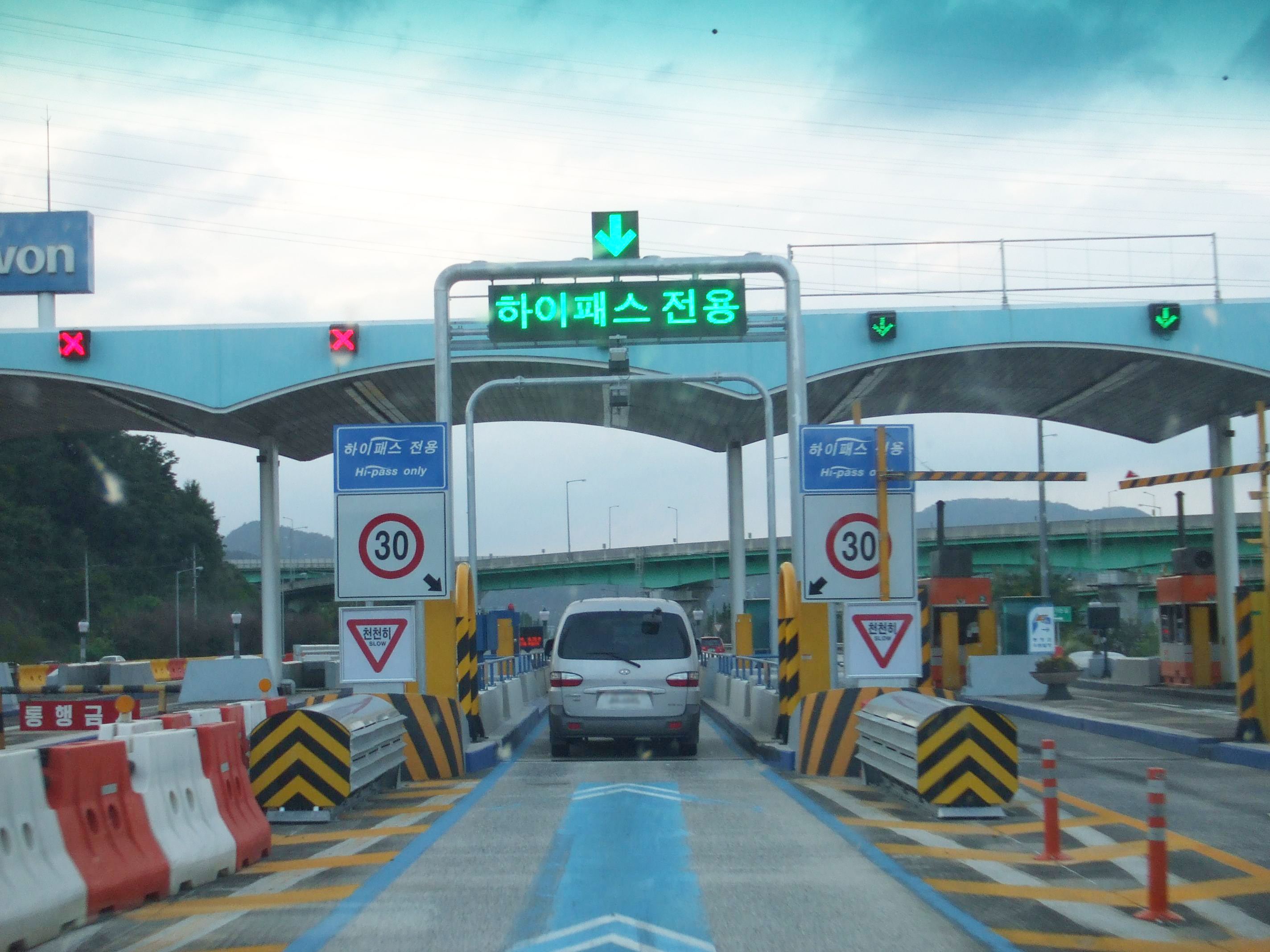
하이패스 차로 칠원 요금소

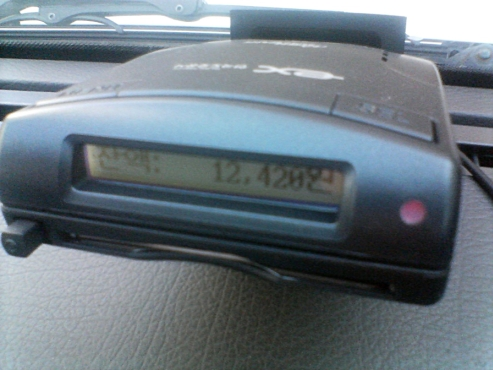
하이패스 차량 단말기

하이패스(영어: Hi-pass)는 대한민국의 고속도로와 유료도로의 통행료를 정차할 필요 없이 무선 통신으로 지불할 수 있도록 하는 시스템의 총칭이다.
DSRC(Dedicated Short-Range Communication, 근거리 전용 통신)를 사용하여 차량 단말기와 요금소 설비와의 통신으로 통행료 자동정산을 가능하도록 한다.

## 이용 방법

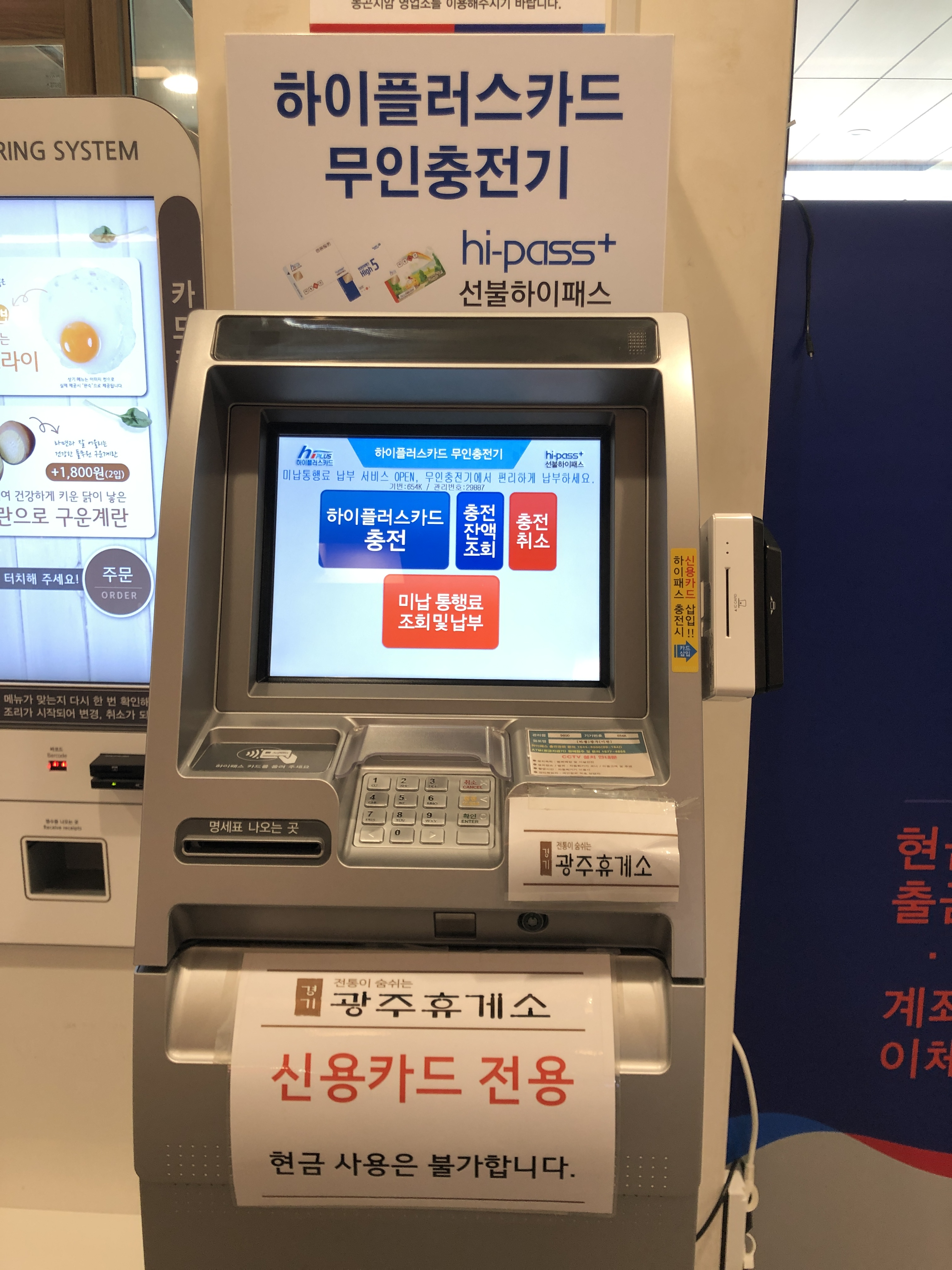
경기광주휴게소 하이플러스카드 무인충전기

하이패스는 차량 단말기를 차량 전면 상단 또는 하단에 부착한 후, 전자카드를 꽂아서 이용한다.
하이패스용 단말기는 일부 한국도로공사 영업소나 고속도로 휴게소에 있는 한국도로공사에서 운영하는 하이패스 업무 전담 서비스센터인 하이패스 센터, 인터넷 쇼핑몰, 기타 차량용품 판매점 등에서 판매한다. 전원공급 방식은 RF 방식(시거잭 등에 연결)과 IR(적외선) 방식의 2가지 방식이 있다.
하이패스 단말기는 반드시 등록 절차를 거쳐야 한다. 단말기를 설치한 차량이 변경되었거나, 단말기의 명의가 바뀌었거나, 기존 단말기를 말소함과 동시에 교체할 목적으로 새로 단말기를 구입했다면 요금소의 하이패스 센터나 한국도로공사 홈페이지에서 등록 및 변경해야 한다. 최근에 나온 단말기들은 USB로 연결한 후 한국도로공사 홈페이지에서 로딩하여 셀프로 등록하는 경우도 있는데, USB를 꽂자마자 곧바로 로딩하는 단말기가 있지만 몇몇 단말기는 USB 연결 후 단말기 측면에 있는 일부 버튼을 눌러야 로딩이 가능한 경우가 있어서 USB에 연결하기 전에 단말기의 설명서를 확인해야 한다.
폐쇄식 고속도로의 출구 하이패스 차로에는 안전속도 유도를 위한 안전봉이 설치되고 있으며, 하이패스 전용 차로 통과 시에는 안전속도 30 km/h를 준수하여야 한다.
하이패스 개통 초기에는 안전속도 미준수 및 안전거리 미확보 때문에 선행 차량의 급정거 등으로 인한 추돌 사고가 빈번하게 발생하였으며, 사망사고 등으로 언론에 보도되기도 하였다.
2010년 7월 3일에 일어난 제2경인고속도로 인천대교 구간 영종 나들목 근처의 버스와 승용차 추돌 사고를 계기로, 하이패스 사고 감소를 위해 경찰청에서는 경찰청 고시를 통하여 하이패스 전용 차로 통과 속도 30 km/h 위반 단속을 법제화했다.
대한민국의 유료도로 중 남산1호터널, 남산3호터널, 만월산터널, 원적산터널에는 하이패스가 없다. 만월산터널과 원적산터널은 민자 사업자와의 갈등으로 하이패스가 설치되지 못해 인천광역시에서 주도하여 하이패스를 설치하려고 했으나, 잔여 통행료 징수 기간 등을 고려하여 아예 설치하지 않는 것으로 결정했다.

## 하이패스용 전자카드
하이패스 단말기용으로 사용하는 전자카드는 선불(충전)식과 후불식이 있다. 선불식은 기명식과 무기명식의 2종이 있으며, 발행처가 여러 곳이 있기 때문에 사전에 확인해야 한다.
선불 또는 후불 전자카드는 하이패스 전용 차로가 아닌 일반 차로(요금소)에서도 통행료를 정산할 수 있다.
또한 일반적인 ISO 규격 카드 외에, 칩만 빼서 쓰는 SIM식 카드도 있다. SIM식을 이용하려면 별도의 SIM식 단말기를 이용해야 하며, 단말기 커버나 슬롯을 열어서 SIM을 삽입한 후 이용한다. SIM식 카드는 자동충전형 하이패스 플러스 카드 외에는 거의 신용카드사에서 발행하는 후불식 카드다.

### 선불(충전)식 카드
선불(충전)식 카드는 한국도로공사와 하이플러스카드 2군데에서 발행하고 있다. 캐시비, 한페이, 레일플러스에서 선불교통카드 겸용 하이패스 카드를 판매했으나, 수요가 적어서 현재는 거의 나오지 않는다.
발행 업체들 중 하이플러스카드는 본래 한국도로공사에서 2007년 7월 5일에 카드 발행 부문을 분할해서 설립한 자회사였으나, 한국도로공사가 2011년 6월 3일에 SM그룹 계열사인 TK케미칼에 하이플러스카드를 163억 원에 매각하여 현재는 SM그룹의 계열사다. 하이플러스카드를 매각한 직후 한국도로공사는 한동안 선불 하이패스 카드를 발행하지 않다가, 2017년 1월 9일에 "한국도로공사 하이패스 카드"를 출시하며 직영 발행 카드의 취급을 재개했다. 현재도 한국도로공사의 영업소에는 "하이플러스카드는 한국도로공사와 무관합니다"라는 문구가 붙어 있다. 직영 발행 카드의 재출시를 앞두고 한국도로공사에서는 2015년부터 자사의 영업소에서 하이패스 플러스 카드의 구입, 충전을 단계적으로 중단한다고 공지했으나, 이후 추가 공지에서 하이패스 플러스 카드의 요금소 충전만 중단하고 영업소에서는 여전히 하이패스 플러스 카드의 충전이 가능하다.
시중에서 대부분 유통되는 선불식 하이패스 카드는 하이플러스카드의 "하이패스 플러스 카드"이며, 편의점 등지에서 쉽게 구할 수 있다. 하이패스 플러스 카드는 자동충전식과 자동충전 기능이 없는 일반형이 따로 있다. 편의점에서 판매하는 자동충전식(셀프형) 하이패스 플러스 카드는 구입 후 하이플러스카드 홈페이지에 카드와 계좌 등을 등록하고 24시간 후에 사용이 가능하며, 하이플러스카드 홈페이지에 카드를 등록하지 않은 상태에서 충전을 시도하면 사용불가 카드로 전환하는 잠금장치가 있다. 그리고 자동충전을 등록하자마자 곧바로 충전되는 방식이 아니라, 하이패스를 한 번 통과한 직후에 충전액이 청구된다. SIM 타입의 자동충전식 하이패스 플러스 카드도 있으며, SIM식 자동충전 카드는 자동충전 해지 및 수동 충전이 불가능하다. 하이패스 플러스 카드의 공카드 가격은 ISO/SIM 모두 6,000원이다. 한국도로공사 영업소, 편의점, 은행 ATM에서 충전이 가능하고, 스마트폰 NFC 접촉식 충전은 스마터치 앱에서 가능하다. 자동충전식 카드의 자동충전 기능을 해지하려면, 하이플러스카드 홈페이지나 고객센터에서는 해지할 수 없고 한국도로공사의 영업소에서만 가능하다. 반대로 자동충전을 해지했다가 재활성화할 때도 한국도로공사 영업소에서만 가능하다.
한국도로공사에서 직영으로 발행하는 선불식 카드는 하이패스 플러스 카드와 달리, 편의점같은 시중에서는 판매하지 않는다. 또한 한국도로공사의 모든 영업소에서 한국도로공사 직영 발행 카드를 취급하지 않을 수 있어서 사전에 확인해야 하며, 대부분 하이패스 센터로 지정되어 있는 영업소에서 한국도로공사의 직영 발행 카드를 구할 수 있다. 그것도 2017년 하반기 국정감사에서 한국도로공사가 취급처와 관련하여 크게 지적을 받은 후, 한국도로공사에서 2017년 10월 16일부터 직영 발행 카드의 취급처를 영업소로 확대한 것이다.
한국도로공사의 "고속도로 통행료" 앱을 실행하여 운전자 본인의 하이패스 통과 이력을 조회할 수 있고, 한국도로공사 직영 발행 카드의 충전도 가능하다. 스마트폰의 NFC 모드를 켜야 하며, NFC 안테나에 카드를 접촉한 후 잔액을 조회하거나 충전하는 것이 가능하다.
한국도로공사에서 직영으로 발행하는 카드는 2가지 종류가 있다. 카드 앞면 왼쪽 상단에 "Premium"이 표기된 "한국도로공사 하이패스카드"는 대부분 하이패스 센터로 지정된 영업소에서 구할 수 있는데, NFC 모드 충전과 일반 RF 충전을 모두 지원하는 카드다. 공카드 가격은 1장당 5,000원이다. 하이플러스카드의 매각 전 초창기에 발행했던 선불 하이패스 카드에는 앞면에 "Premium" 표기가 없었다. 한국도로공사에서는 1만 원 이상 충전하는 것을 조건으로 무료발급 행사를 열었으며, 행사 기간이 지난 후에도 같은 조건으로 하이패스 센터에서 무료발급 행사를 계속하고 있다. 다른 하나는 "EX 모바일 충전카드"며, 이 카드는 선불 하이패스 카드라는 본질은 똑같지만 오직 스마트폰 NFC 접촉식 충전만 가능하고 RF 충전을 지원하지 않는다. 또한 1,000원 단위로 충전이 가능한 "한국도로공사 하이패스카드"와 달리, EX 모바일 충전카드는 1만 원 단위로만 충전이 가능하다. EX 모바일 충전카드는 "고속도로 통행료" 앱의 "EX 모바일 카드"라는 전용 메뉴에서 관리하며, "EX 선불카드" 메뉴와는 연동되지 않는다. 반대로 "한국도로공사 하이패스카드"는 "EX 선불카드" 메뉴를 이용해야 하고, "EX 모바일 충전카드" 메뉴와 연동되지 않는다. EX 모바일 충전카드는 수동 충전과 자동 충전을 모두 지원하며, 하이패스 플러스 카드의 자동충전카드처럼 고속도로 통행료 앱에 카드를 등록하지 않으면 카드를 이용할 수 없다. 카드를 등록하면 충전할 계좌를 등록하며, 자동 충전을 원하면 고속도로 통행료 앱의 EX 모바일 카드 메뉴에서 카드를 등록한 후 자동 충전 여부를 선택하면 되고 자동충전 해제도 앱에서 가능하다. 2024년 초에는 이마트24와 한국도로공사의 협업으로 "EX 모바일 충전카드"를 무료로 배포하는 행사를 열었으며, 2024년 8월 들어서는 코나카드 앱과 GS25 매장으로도 배포처를 확대했다. 또한 한국도로공사의 "고속도로 통행료" 앱에서도 EX 모바일 충전카드를 무료로 신청할 수 있으며, 원하는 디자인을 선택해서 신청하면 일반우편으로 발송한다.
하이패스 플러스 카드와 한국도로공사 직영발행 카드는 버스나 도시철도 등지에서 사용할 수 없다는 단점이 있다. 따라서 일반적인 교통카드같이 교통수단용 단말기에서 쓰는 경우는 진출할 때 일반차로에 들어와서 통행권을 삽입한 후 요금정산용 교통카드 단말기에 찍어서 통행료를 지불하는 경우(터치패스)뿐이다. 또한 한국도로공사 직영발행 카드와 하이패스 플러스 카드만 하이패스 충전기 및 은행 ATM에서 하이패스 충전 메뉴를 통해 충전할 수 있다.
캐시비, 한페이, 레일플러스 하이패스 카드는 일반적인 교통카드 겸용으로, 국토교통부의 "전국호환교통카드" 규격에 맞추어서 2014년에 나온 겸용 카드지만 수요가 적어서 현재는 거의 발행하지 않는다. 캐시비, 한페이, 레일플러스는 교통카드에 충전된 잔액을 공용하는 형태이기 때문에, 하이패스 충전기나 ATM의 하이패스 충전 메뉴에서 충전하면 절대로 안 되고 일반적인 교통카드로 충전해서 이용하면 된다.

### 후불식 카드
신용카드사에서 발급하는 후불 하이패스 (신용)카드 및 통과 인식 후 2~3일 있다가 통행료가 인출되는 하이패스 체크카드가 있다. SIM식 카드는 거의 후불형으로만 나온다.
대부분은 후불 하이패스 카드를 발행한다. 하이패스 체크카드는 신한카드와 우체국에서만 발행하고 있으며, 신한카드의 하이패스 체크카드는 신용공여 기간이 짧은 후불 하이패스 카드라고 생각하면 되지만 우체국의 하이패스 체크카드는 익월에 일괄 출금한다. 신한카드는 2015년 3월 11일에 출시했고, 우체국은 2016년에 출시했다. 자사의 체크카드만 있으면 하이브리드 적용 여부와 관계없이 하이패스 체크카드를 신청할 수 있는 신한카드와 달리, 우체국은 우체국의 하이브리드 체크카드가 있어야 하이패스 체크카드를 신청할 수 있다. 그리고 우체국 하이브리드 체크카드의 신용공여 한도 내에서 하이패스 이용액을 차감하며, 우체국 하이브리드 체크카드의 신용공여 한도를 쓸 수 없으면 우체국의 하이패스 체크카드는 즉시 정지되어 사용할 수 없다.
신한카드와 우체국의 하이패스 체크카드는 연회비가 없고, 발급비 5,000원이 부과된다. 우체국은 발급을 신청하는 시점에서 발급비를 바로 차감하지만, 신한카드는 카드를 발급받아서 하이패스를 처음 이용한 직후에 카드 발급비를 받는다. 여기에 대해서는 하이패스 승인액 알림과 별개로, 문자 등으로 발급비가 인출된다고 신한카드에서 알려 준다. 인출 시점도 차이가 있는데, 신한카드는 요금소 통과 후 3~4일 있다가 통행료를 인출하지만 우체국은 하이패스를 이용하고 다음 달에 일괄 출금한다. 신한카드는 ISO(기존 카드 규격)식과 SIM식을 선택해서 신청할 수 있다.

## 역사

### 2000년
- 1월 6일 : 한국도로공사가 2000년 3월부터 시범 실시 계획 발표
- 6월 30일 : 하이패스 시범실시 시행. 성남, 청계, 판교 등 3개 요금소 상, 하행선 각 1개차로씩 총6개차로

### 2001년
- 4월 당시 정보통신부의 주파수 사용 문제로 단말기 신규 임대 중단. 이후 IR 방식 단말기 개발이 필요하게 됨

### 2005년
- 10월 31일 : 인천, 남인천, 하남, 토평 요금소 등 추가 하이패스 차로 개통
- 12월 1일 : 김포, 시흥, 구리 등 추가 하이패스 차로 개통. 하이패스 사용시 5% 할인 실시(~2012년 6월 30일)

### 2007년
- 7월 5일 : 한국도로공사에서 카드 부문을 하이플러스카드로 분사
- 12월 20일 : 하이패스 전국 영업소 완전 개통

### 2008년
- 4월 1일 : 하이패스 플러스 카드의 관리를 한국도로공사에서 하이플러스카드로 이관
- 9월 1일 : 1.5톤 이하 화물차와 4.5톤 미만 탑차에 대해 하이패스 단말기 발급 개시
- 10월 6일 : 하이패스 전국 평균 이용률 30%돌파
- 10월 16일 : 하이패스 단말기 신규 임대 중지, 단말기 판매는 계속.

### 2009년
- 3월 25일 : 후불 하이패스 카드 서비스 개시 / 선불 전자카드 충전 할증제 폐지

### 2010년
- 7월 1일 : 4.5톤 미만 화물차(탑차 및 개방형 화물차) 하이패스 이용 확대
- 12월 2일 : 하이패스 전국 평균 이용률 50% 돌파

### 2011년
- 6월 3일 : 한국도로공사, 자회사 하이플러스카드를 SM그룹 계열의 TK케미칼에 매각
- 11월 28일 : 견인차량 등 특수차량 하이패스 이용 확대

### 2014년
- 9월 1일 : 하이패스 행복단말기 출시
- 10월 1일 : 남해고속도로제2지선 서부산 요금소 이설에 따라 남해고속도로제2지선 서부산 요금소에 다차로 하이패스 시스템 도입

### 2015년
- 3월 11일 : 신한카드에서 하이패스 체크카드 출시
- 10월 12일 : 4.5톤 이상 화물차 하이패스 이용 확대 전 화물차용 하이패스 행복단말기 출시
- 10월 15일 : 4.5톤 이상 화물차(차폭 2.5m 이하, 화물 적재폭 3.0m 이하) 하이패스 이용 확대[10][11][12]

### 2016년
- 3월 29일 : 4.5톤 이상 화물차 하이패스 전용 차로 전환[13]

### 2017년
- 1월 9일 : "한국도로공사 하이패스 카드" 출시에 따라 한국도로공사에서 직영 카드의 발행 및 취급 재개
- 10월 : 남해고속도로 서영암 요금소와 남순천 요금소에 스마트 톨링 시스템 도입[14]
- 12월 : 영동고속도로 대관령 나들목, 동해고속도로 강릉 나들목에 다차로 하이패스 시스템 도입[15]

### 2018년
- 2월 5일 : 인천국제공항고속도로 인천공항 요금소에 다차로 하이패스 시스템 도입[16]
- 3월 29일 : 중부내륙고속도로지선 유천 나들목 개통에 따라 중부내륙고속도로지선 유천 나들목에 스마트톨링 시스템 도입
- 11월 15일 : 대전 갑천도시고속도로에 하이패스 개통

### 2019년
- 2월 : 서울양양고속도로 남양주 요금소에 다차로 하이패스 시스템 도입
- 11월 28일 : 제2경인고속도로 남인천 요금소에 다차로 하이패스 시스템 도입[17]
- 12월 : 경부고속도로 부산 요금소에 다차로 하이패스 시스템 도입
- 12월 27일 : 경부고속도로 서울 요금소에 서울방향 다차로 하이패스 시스템 도입[18]
- 12월 30일 : 경부고속도로 서울 요금소에 부산방향 다차로 하이패스 시스템 도입[18]

### 2020년
- 1월 23일 : 호남고속도로 동광주 요금소와 광주 요금소에 다차로 하이패스 시스템 도입[19]
- 10월 16일 : 중앙고속도로 남원주 나들목에 다차로 하이패스 시스템 도입[20]
- 11월 7일 : 평택파주고속도로 고양 요금소에 다차로 하이패스 시스템 도입

### 2021년
- 4월 16일 : 국내최초 도심내부 1호 하이패스 톨게이트인 신월여의지하도로 개통[21]

## 하이패스 단말기
하이패스 단말기(Hi-pass Terminal)는 제조회사와 모델에 따라 다르나, 크게 통신 방법의 차이와 전원 방식의 차이가 있다.
| 통신방법 | IR                                     | RF                                                              |
| -------- | -------------------------------------- | --------------------------------------------------------------- |
| 장점     | 가격이 저렴하다. 충전식/무선 설치 가능 | 통신 거리가 길어 글로브 박스 등 눈에 보이지 않는 곳에 설치 가능 |
| 단점     | 통신 거리가 짧고 차량 전면에 부착필요  | IR에 비해 비싸다. 자외선 코팅 차량 설치 불가                    |

첫 번째로 통신 방법의 차이를 보면, RF(Radio frequency, 라디오 주파수)방식과 IR(infrared, 적외선) 방식이 있다. RF 방식은 전파를 이용하는 특징상 통신 거리가 길기 때문에 차량 부착 시 위치가 자유롭다. 2001년 당시 정보통신부의 주파수 일부 제한 조치에 의해 IR 방식이 개발되었다. IR 방식은 통신 거리가 짧고, 적외선의 방향성으로 인하여 반드시 차량 전면 유리에 부착하여야 한다. 전면 금속막(자외선) 코팅이 된 일부 국산 차종과 수입 차종에는 RF 방식 단말기의 통신 오류가 생기므로, 이러한 차량은 반드시 IR 방식을 사용하여야 한다.
두 번째로 전원 방식의 차이는 차량 전원(상시 전원) 방식과 배터리(단말기 내장) 방식으로 나눌 수 있다. 초기 하이패스 단말기의 경우, RF 방식으로만 송수신이 가능하였기 때문에 RF 방식의 특성상 배터리를 사용하게 되면 방전이 빨리되고 부피가 커지므로 부득이하게 차량 전원 방식이 생산되었으나, IR 방식 도입 이후 내장 배터리를 사용한 하이패스 단말기가 나오기 시작하였다.
배터리 방식은 전력 소모가 낮은 IR 방식에서 사용되고 있으며, 장점으로는 전원 공급을 위한 전원선이 필요가 없으므로 차량 내부가 깔끔하게 유지될 수 있다. 단점으로는 방전이 될 수 있기 때문에 방전이 되지 않도록 수시로 확인하여야 한다.
차량 전원 방식의 장점으로는 방전을 신경쓰지 않아도 되나, 단말기 설치 시 전선의 배선 처리가 번거롭고 설치가 잘못되면 접점 불량이 발생할 수 있다. 최근에는 배터리 내장형에 태양광 충전 회로를 삽입하여 실외 주차의 경우 배터리 소모에 대한 걱정을 덜 수 있게 되었으나, 태양광판은 별매품인 경우가 있으니 확인해야 한다.
일반적으로 하이패스 단말기에는 LCD 창과 스피커가 있어서 카드의 잔액, 요금 처리 내역 등을 안내한다. 전원을 켜면 카드의 유무를 확인하며 이후 잔액을 안내하게 된다. 카드가 없거나 카드 삽입 방향이 잘못될 경우 LCD나 스피커를 통해 '카드 없음', '카드 오류' 등의 메시지를 운전자에게 알리게 된다. 저가 단말기들은 LCD를 제거하고 음성으로만 안내하는 경우도 있다. 카드 삽입 후 차량단말기를 켠 상태로 요금소의 하이패스 차로를 30 km/h 이하로 통과하면 요금이 자동으로 정산되고 안내를 통하여 정산 내역, 카드 잔액 등이 안내된다. 폐쇄식 고속도로(입구와 출구가 구분되어 실제 이용구간 만큼 정산하는 방식)의 경우 고속도로 입구 통과 시 하이패스 차로를 지나게 되면 하이패스 처리 안내와 함께 잔액이 안내된다.
일부 차종은 룸미러형 단말기가 존재한다.

## 하이패스 오류 발생 시 대처 방안
개방형 영업소의 경우 인식 오류시 고속도로 영업소 사무실 또는 한국도로공사 고객센터(1588-2504)를 통하여 통행료를 납부하면 된다. 폐쇄형 영업소의 경우 고속도로 입구에서 인식 오류시 고속도로 출구에서 하이패스가 아닌 일반 요금소를 이용하여 통행료를 정산할 수 있다. 단, 고속도로 입구에서 인식은 되었으나 OBU에 카드를 단순히 삽입만 하지 않은 경우에는 카드를 정상적으로 진입 이후에 삽입한다면 하이패스 차로로 진출할 수 있다.
그 외에 고속도로 출구에서 인식 오류시 고속도로 영업소 사무실 또는 고객센터를 통하여 통행료를 납부할 수 있다.
미납 통행료는 유료도로법에 따라 10배의 부가통행료가 부과될 수 있으며, 미납 발생 후 미납 고지서 발행 전 까지(보통 15일 이내) 자진 납부하는 경우, 부가통행료가 면제될 수 있다.
다만, 상습 미납(10회 이상) 또는 고의적인 미납의 경우, 부가통행료가 즉시 부과된다.

## 스마트 톨링 시스템
스마트 톨링 시스템(Smart Tolling System)은 차량이 정차할 필요 없이 평소대로 고속도로를 달리면 각종 카메라와 장비를 통해 차량 번호를 인식해 추후 요금을 정산하는 방식이다.
한국도로공사는 2020년을 목표로 요금소 자체를 없앨 계획을 세우고 있다. 이는 단순히 유인 요금소가 아닌 톨게이트 자체를 없애는 것을 의미하는데, 현재 일부 고속도로 구간에서 시험 운영 중인 스마트 하이웨이 프로젝트에는 별도의 요금소 없이 하이패스와 차량번호 인식을 통해 요금을 징수하는 기술이 들어간다. 하이패스 구간의 진입 속도가 30km/h로 제한된 이유는 요금소에 충돌하는 사고를 막기 위한 것일 뿐 기술 자체는 현재의 고속도로의 제한속도 이상에서도 인식이 되는 만큼 톨게이트 자체를 없애 버려 진입/주행차선에서 바로 요금 결제를 할 수 있는 스마트 하이웨이(정확히는 여기의 일부인 스마트톨링)는 차량의 흐름을 가로막지 않으면서도 안전도 담보할 수 있는 기술이다. 이 시스템은 현재 수도권제1순환고속도로 일부 구간과 남해고속도로 서영암 나들목 ~ 해룡 나들목 구간에서 시험 중인데, 송파 나들목이나 서하남 나들목에서 고속도로로 진입하기 전에 스마트 하이웨이 시험 구간임을 안내하는 표지를 볼 수 있고 하이패스를 장착한 차량은 고속도로 본선 진입 전 톨게이트도 없는데 하이패스가 작동하는 모습을 볼 수 있다.

### 다차로 하이패스 시스템
다차로 하이패스 시스템(Multi-line Hi-pass System)은 하이패스 차로를 기존의 단차로에서 2차로 이상으로 확대 설치한 것으로, 주행 중인 차량이 제한속도(시속 80km)를 유지한 채 요금소를 통과해도 요금이 징수되는 차세대 시스템이다.
스마트 톨링 시스템을 본격적으로 시행하기에 앞서 한국도로공사에서는 요금소에서 발생하는 교통 정체를 줄이고자 대도시의 본선요금소들을 중심으로 다차로 하이패스 시스템을 설치하고 있다. 2014년 10월 1일 남해고속도로제2지선의 서부산 요금소 이설 공사 후 시범적으로 2차로짜리 다차로 하이패스 시스템이 설치되었으며, 2018 동계 올림픽에 대비해 인천국제공항고속도로의 인천공항 요금소, 영동고속도로의 대관령 나들목, 서울양양고속도로의 남양주 요금소, 동해고속도로의 강릉 나들목에 추가 설치되었다. 그리고 하이패스 보급률이 약 87%를 기록한 2019년 말 ~ 2020년에는 경부고속도로의 부산 요금소와 서울 요금소, 서해안고속도로의 서서울 요금소, 평택파주고속도로의 고양 요금소, 호남고속도로의 동광주 요금소와 광주 요금소, 중앙고속도로의 남원주 나들목, 남해고속도로제1지선의 마산 요금소, 제2경인고속도로의 남인천 요금소에 설치되었다.
2019년 말 대거 설치된 다차로 하이패스 시스템의 경우 하이패스 보급률이 높아진 것을 감안하여 고속도로 본선 차로수만큼 하이패스 차로를 뚫고, 나머지 유인부스 결제 차량들은 하이패스 차로(본선)에서 이격된 구역으로 이동해 톨게이트를 지나는 방식으로 변경되었으며, 경부고속도로의 부산 요금소, 제2경인고속도로의 남인천 요금소는 중부내륙고속도로지선의 서대구 나들목 요금소처럼 가운데 본선 자리의 요금소를 끊고 양 쪽에 별도의 요금소가 자리한 형태로 개조되었다.

## 하이패스 센터
한국도로공사에서 운영하는 하이패스 업무 전담 서비스센터로, 특정 요금소에 설치되어 있다.
- 서울 요금소(양방향)
- 동서울 요금소
- 인천 요금소
- 군자 요금소
- 김포 요금소
- 성남 요금소
- 구리남양주 요금소
- 남원주 나들목
- 서청주 나들목
- 대전 나들목
- 서전주 나들목
- 서대구 나들목(현풍방향만)
- 북대구 나들목(서변남로 진출로 방향만)
- 동광주 요금소
- 부산 요금소
- 서부산 요금소
- 목포 요금소

## 같이 보기
- 대한민국의 고속도로
- 전자 요금 징수 (en:Electronic toll collection, ja:ETC)